# Burl Ives

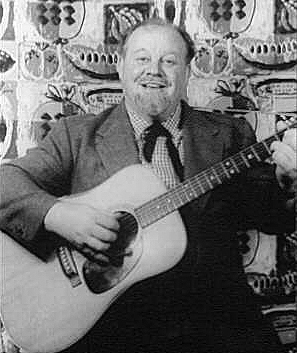
Burl Ives (1955; Fotograf: Carl Van Vechten)

Burl Icle Ivanhoe Ives (* 14. Juni 1909 in Hunt City, Illinois; † 14. April 1995 in Anacortes, Washington) war ein US-amerikanischer Folk-Sänger, Autor und Schauspieler.

## Leben
In den 1930ern begann Ives, als Musiker durch die Lande zu ziehen. In den 1940er-Jahren hatte er eine populäre Radiosendung. 1948 veröffentlichte er sein erstes Buch The Wayfaring Stranger.
1946 spielte Ives den singenden Cowboy im Film Smoky, König der Prärie. Zu den vielen weiteren Filmen, in denen er mitspielte, zählen Jenseits von Eden (1955), Die Katze auf dem heißen Blechdach (1958), Weites Land (1958), wofür er einen Oscar als bester männlicher Nebendarsteller gewann, sowie Unser Mann in Havanna (1959) nach dem Roman von Graham Greene.
In den 1940ern hatte er mit einigen alten Folksongs Erfolg, darunter Lavender Blue (sein erster Hit, ein Folksong aus dem 17. Jahrhundert), Foggy Foggy Dew (ein irisches Volkslied), Blue Tail Fly (ein Lied aus dem Bürgerkrieg) und Big Rock Candy Mountain (ein alter Hobo-Song). Von Burl Ives stammt auch die erste LP-Version des Songs (Ghost) Riders in the Sky. 
In den 1950ern kooperierte Ives mit dem Komitee für unamerikanische Umtriebe und denunzierte Pete Seeger und andere als mögliche Kommunisten.
In den 1960ern begann Ives, Country-Titel zu singen. 1962 hatte er drei Top-20-Hits mit A Little Bitty Tear, Call Me Mr In-Between und Funny Way of Laughing. Ebenfalls 1962 gelang ihm mit Mary Ann Regrets sein letzter Top-40-Hit. Zwar konnte er sich in den folgenden beiden Jahren noch viermal in den Charts platzieren, allerdings lediglich auf den unteren Rängen.
Er machte bei mehreren Fernsehproduktionen mit, unter anderem als Erzähler bei dem Puppentrickfilm Rudolf Rotnase (1964), bei Pinocchio (1968) und Roots (1977). In Rudolf Rotnase sang er auch seinen Song A Holly Jolly Christmas.
Burl Ives starb im Alter von 85 Jahren an Krebs.

## Diskografie

### Alben
| Jahr | Titel                                                                  | Höchstplatzierung, Gesamtwochen, AuszeichnungChartplatzierungen (Jahr, Titel, Platzierungen, Wochen, Auszeichnungen, Anmerkungen) | Höchstplatzierung, Gesamtwochen, AuszeichnungChartplatzierungen (Jahr, Titel, Platzierungen, Wochen, Auszeichnungen, Anmerkungen) | Höchstplatzierung, Gesamtwochen, AuszeichnungChartplatzierungen (Jahr, Titel, Platzierungen, Wochen, Auszeichnungen, Anmerkungen) | Höchstplatzierung, Gesamtwochen, AuszeichnungChartplatzierungen (Jahr, Titel, Platzierungen, Wochen, Auszeichnungen, Anmerkungen) | Höchstplatzierung, Gesamtwochen, AuszeichnungChartplatzierungen (Jahr, Titel, Platzierungen, Wochen, Auszeichnungen, Anmerkungen) | Anmerkungen                                                     |
| Jahr | Titel                                                                  | DE | AT | CH | UK | US | Anmerkungen                                                     |
| ---- | ---------------------------------------------------------------------- | --- | --- | --- | --- | --- | --------------------------------------------------------------- |
| 1962 | Versatile Burl Ives                                                    | — | — | — | — | US35 (34 Wo.)US |                                                                 |
| 1962 | It’s Just My Funny Way of Laughin’                                     | — | — | — | — | US24 (36 Wo.)US |                                                                 |
| 1964 | Pearly Shells                                                          | — | — | — | — | US65 (15 Wo.)US | Erstveröffentlichung: 1. November 1964                          |
| 1964 | Rudolph The Red-Nosed Reindeer                                         | — | — | — | — | US15 Gold · (67 Wo.)US | Erstveröffentlichung: 13. Dezember 1964 Charteinstieg US: 2009  |
| 2001 | The Best Of Burl Ives: 20th Century Masters: The Millennium Collection | — | — | — | — | US24 (5 Wo.)US | Erstveröffentlichung: 25. September 2001 Charteinstieg US: 2020 |

grau schraffiert: keine Chartdaten aus diesem Jahr verfügbar
Weitere Alben
- 1964: Have a Holly Jolly Christmas

### Singles
| Jahr | Titel Album                                          | Höchstplatzierung, Gesamtwochen, AuszeichnungChartplatzierungen (Jahr, Titel, Album, Platzierungen, Wochen, Auszeichnungen, Anmerkungen) | Höchstplatzierung, Gesamtwochen, AuszeichnungChartplatzierungen (Jahr, Titel, Album, Platzierungen, Wochen, Auszeichnungen, Anmerkungen) | Höchstplatzierung, Gesamtwochen, AuszeichnungChartplatzierungen (Jahr, Titel, Album, Platzierungen, Wochen, Auszeichnungen, Anmerkungen) | Höchstplatzierung, Gesamtwochen, AuszeichnungChartplatzierungen (Jahr, Titel, Album, Platzierungen, Wochen, Auszeichnungen, Anmerkungen) | Höchstplatzierung, Gesamtwochen, AuszeichnungChartplatzierungen (Jahr, Titel, Album, Platzierungen, Wochen, Auszeichnungen, Anmerkungen) | Anmerkungen |
| Jahr | Titel Album                                          | DE | AT | CH | UK | US | Anmerkungen |
| ---- | ---------------------------------------------------- | --- | --- | --- | --- | --- | --- |
| 1949 | Riders In The Sky (Cowboy Legend) –                  | — | — | — | — | US21 (6 Wo.)US | |
| 1951 | On Top of Old Smoky –                                | — | — | — | — | US18 (8 Wo.)US | |
| 1957 | Marianne –                                           | — | — | — | — | US84 (5 Wo.)US | mit The Trinidaddies |
| 1961 | A Little Bitty Tear –                                | DE38 (8 Wo.)DE | — | — | UK9 (15 Wo.)UK | US9 (14 Wo.)US | |
| 1962 | Funny Way Of Laughin’ –                              | — | — | — | UK29 (10 Wo.)UK | US10 (11 Wo.)US | |
| 1962 | Call Me Mr. In-Between –                             | — | — | — | — | US19 (9 Wo.)US | |
| 1962 | Mary Ann Regrets –                                   | — | — | — | — | US39 (7 Wo.)US | |
| 1963 | True Love Goes On And On –                           | — | — | — | — | US66 (6 Wo.)US | |
| 1963 | This Is All I Ask –                                  | — | — | — | — | US67 (5 Wo.)US | |
| 1963 | The Same Old Hurt –                                  | — | — | — | — | US91 (2 Wo.)US | |
| 1964 | Pearly Shells (Popo O Ewa) –                         | — | — | — | — | US60 (6 Wo.)US | |
| 1964 | A Holly Jolly Christmas Have a Holly Jolly Christmas | DE69 (3 Wo.)DE | AT53 (3 Wo.)AT | CH23 (16 Wo.)CH | UK40 Gold · (8 Wo.)UK | US4 (45 Wo.)US | Charteinstieg in Deutschland erst 2018, in Österreich erst 2022, in der Schweiz erst 2018, im Vereinigten Königreich erst 2022 und in den Vereinigten Staaten erst 2016 |

grau schraffiert: keine Chartdaten aus diesem Jahr verfügbar

## Auszeichnungen für Musikverkäufe
| Goldene Schallplatte - Griechenland - 2023: für die Single A Holly Jolly Christmas - Neuseeland - 2023: für die Single A Holly Jolly Christmas Platin-Schallplatte - Australien - 2023: für die Single A Holly Jolly Christmas |

Anmerkung: Auszeichnungen in Ländern aus den Charttabellen bzw. Chartboxen sind in ebendiesen zu finden.
| Land/RegionAuszeichnungen für Musikverkäufe (Land/Region, Auszeichnungen, Verkäufe, Quellen) | Gold     | Platin  | Verkäufe | Quellen                   |
| -------------------------------------------------------------------------------------------- | -------- | ------- | -------- | ------------------------- |
| Australien (ARIA)                                                                            | —        | Platin1 | 70.000   | aria.com.au               |
| Griechenland (IFPI)                                                                          | Gold1    | —       | 10.000   | Einzelnachweise           |
| Neuseeland (RMNZ)                                                                            | Gold1    | —       | 15.000   | aotearoamusiccharts.co.nz |
| Vereinigte Staaten (RIAA)                                                                    | Gold1    | —       | 500.000  | riaa.com                  |
| Vereinigtes Königreich (BPI)                                                                 | Gold1    | —       | 400.000  | bpi.co.uk                 |
| Insgesamt                                                                                    | 4× Gold4 | Platin1 |          |                           |

## Filmografie (Auswahl)
- 1946: Smoky, König der Prärie (Smoky)
- 1948: Green Grass of Wyoming
- 1948: Gangster der Prärie (Station West)
- 1948: Ein Champion zum Verlieben (So Dear to My Heart)
- 1950: Sierra
- 1955: Jenseits von Eden (East of Eden)
- 1956: Die Macht und ihr Preis (The Power and the Prize)
- 1958: Die Katze auf dem heißen Blechdach (The Cat on the hot Tin Roof)
- 1958: Weites Land (The Big Country)
- 1958: Begierde unter Ulmen (Desire under the Elms)
- 1958: Sumpf unter den Füßen (Wind across the Everglades)
- 1959: Unser Mann in Havanna (Our Man in Havana)
- 1959: Tag der Gesetzlosen (Day of the Outlaw)
- 1960: Die Saat bricht auf (Let no Man write my Epitaph)
- 1961: Am schwarzen Fluß (The Spiral Road)
- 1963: Mein Zimmer wird zum Harem (The Brass Bottle)
- 1963: Operation Pazifik (Ensign Pulver)
- 1963: Summer Magic
- 1967: Tolldreiste Kerle in rasselnden Raketen (Rocket to the Moon)
- 1969–1972: The Bold Ones: The Lawyers (Fernsehserie)
- 1970: The McMasters (The McMasters… Tougher than the West itself)
- 1976: Unsere kleine Farm (Little House on the Prairie) (Fernsehserie)
- 1976: Bakers Habicht (Baker’s Hawk)
- 1977: Roots (Fernsehserie)
- 1978: Endstation Planet Erde (Earth Bound)
- 1978: Es kam aus der Tiefe (The Bermuda Depths)
- 1978: The New Adventures of Heidi
- 1979: Nur du und ich (Just you and me, Kid)
- 1981: Der weiße Hund von Beverly Hills (White Dog)
- 1981: Endstation Planet Erde (Earthbound)
- 1988: Two Moon Junction

## Auszeichnungen
- 1958: Golden Globe als bester Nebendarsteller in Weites Land
- 1959: Oscar als bester Nebendarsteller in Weites Land
- 1963: Grammy für beste Country- und Western-Aufnahme („Funny Way of Laughing“)